# 太平洋炭礦

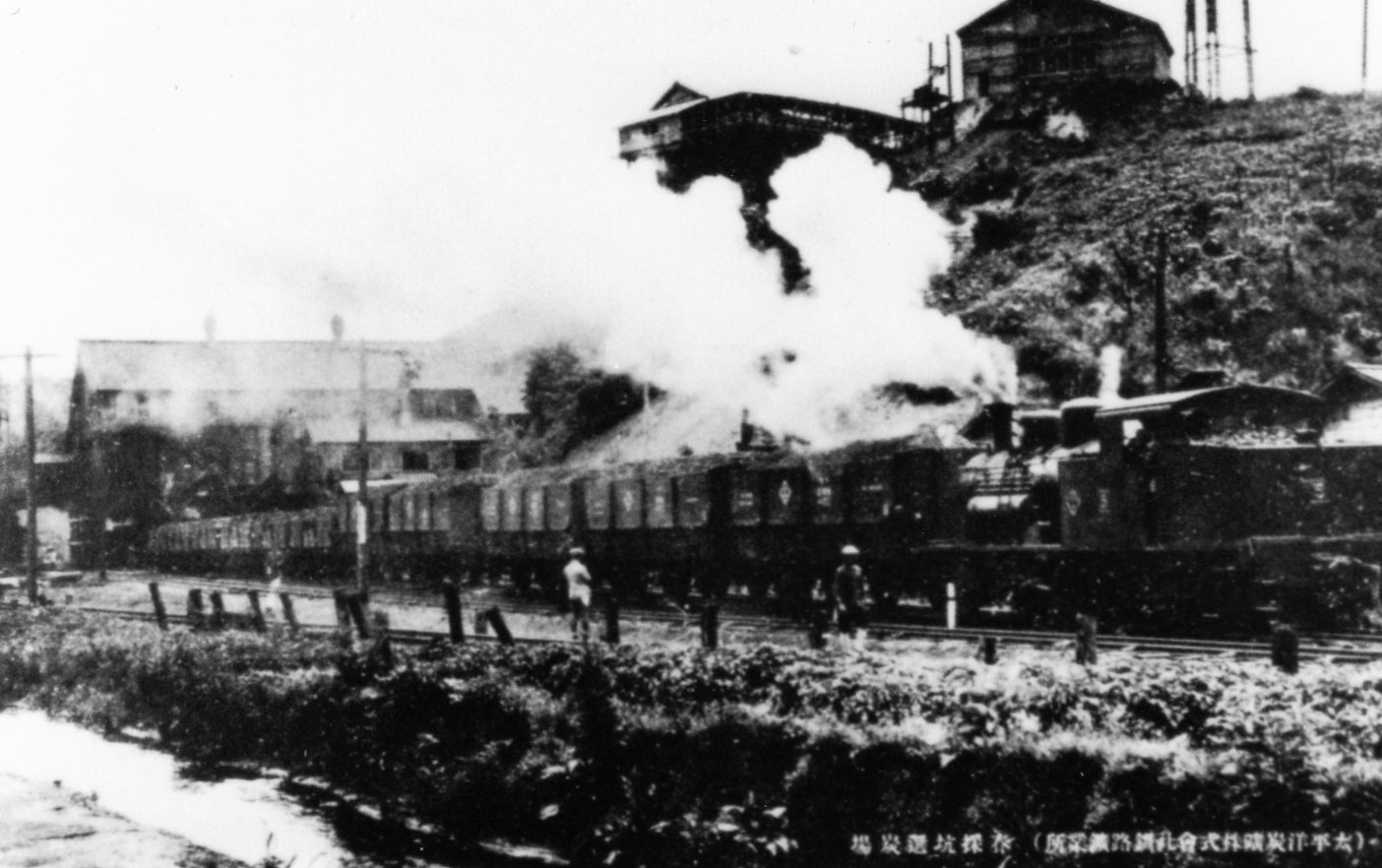
春採選炭場（1930年頃・太平洋炭鉱絵はがき）

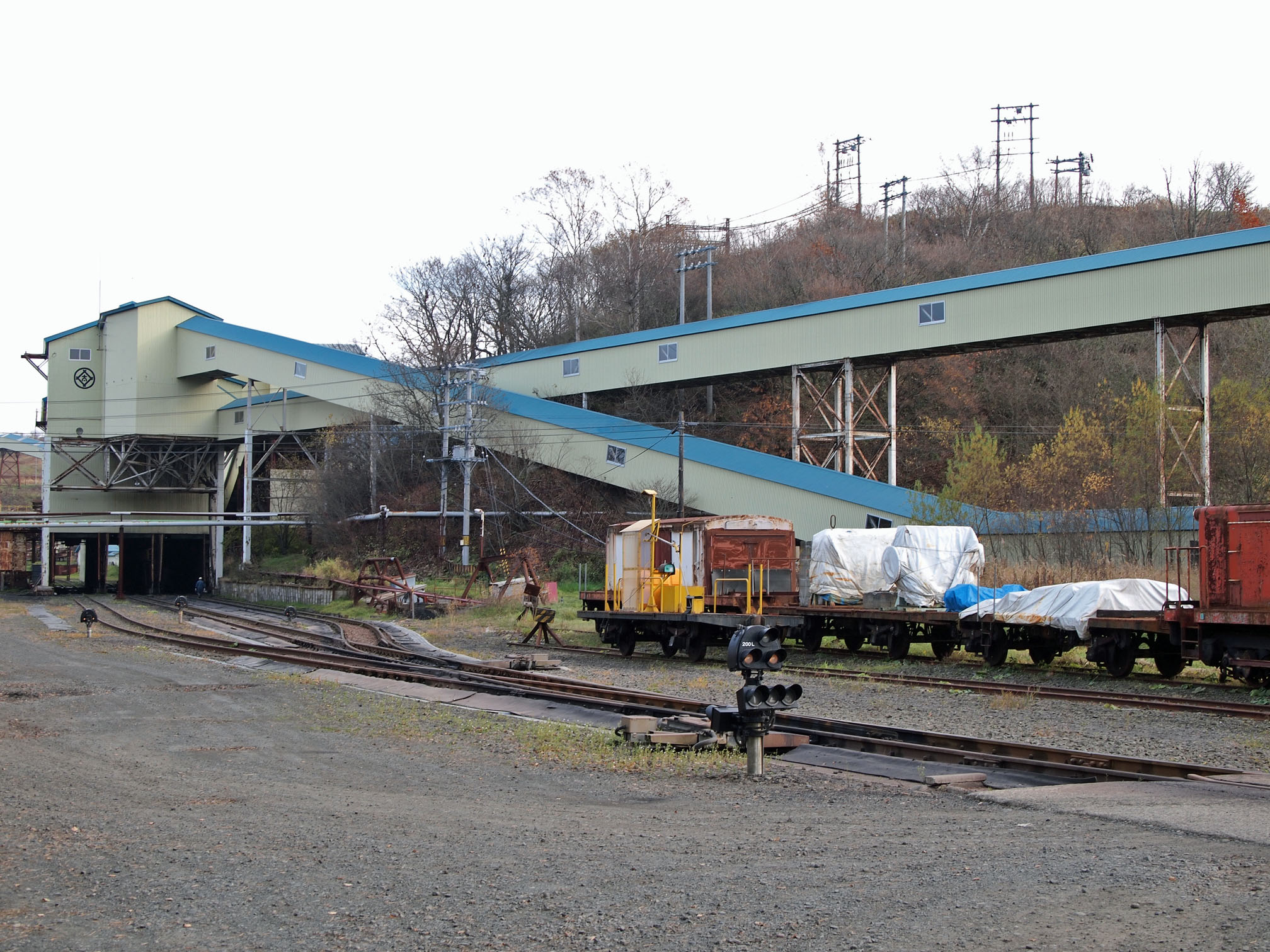
春採選炭場（2011年）

太平洋炭礦株式会社（たいへいようたんこう）は、北海道釧路市で炭鉱を運営していた企業である。かつて釧路炭田の採掘を行っていた。
現在は採掘事業からは撤退し、採掘は当社より鉱業権を与えられた釧路コールマイン株式会社が行っている。

## 歴史・概要
1920年（大正9年）4月22日に設立された太平洋炭礦株式会社（初代）は、1970年（昭和45年）11月1日に不動産事業を運営していた子会社の太平洋興発（初代）と合併して「太平洋興発株式会社」（2代目）へ社名変更をして、世界から石炭を輸入して販売する事業や、不動産・飲食事業などを行う会社となった。
日本国政府のエネルギー政策が、日本の石炭主体から石油へ転換したことを受けて、太平洋炭礦株式会社（初代）が事業転換を図って会社存続を目指したものであった。なお、太平洋炭礦株式会社（初代）は東京証券取引所一部上場企業であった。
その際、石炭の採掘事業が分離される形で、1970年（昭和45年）11月1日に設立された太平洋炭礦株式会社（2代目）が、その後釧路で炭鉱の運営を続けていたが、2002年（平成14年）1月30日に閉山して、企業の歴史に終止符を打った。
もともとは、東京都が本社であったが、太平洋炭礦株式会社（2代目）は1999年（平成11年）12月1日に釧路市の鉱業所内へ移転している。
三井鉱山釧路鉱業所が設立時の母体の一つとなった関係から、三井傍系企業の一つであった。
なお、閉山時・閉山後を含めて太平洋炭礦株式会社（2代目）は、太平洋炭礦株式会社（初代）である太平洋興発（2代目）の関連会社であり、太平洋興発（2代目）の2006年（平成18年）3月期では、太平洋炭礦株式会社（2代目）の独立行政法人新エネルギー・産業技術総合開発機構及び日本政策投資銀行からの借入金に対して債務保証をしており、返済の原資となる資産の評価見直しに伴って、債務保証損失引当金が約11.24億円増加するなど、太平洋興発（2代目）の業績に大きな影響を与え続けた。
また、太平洋興発（2代目）は閉山後に釧路炭鉱の石炭の採掘事業を継承した釧路コールマインと2006年（平成18年）3月期で約30.86億円の取引を行っており、年間売上高の約11.0%を占める最大の取引先となっていた。

## 年表

### 本史
- 1920年（大正9年）4月22日 - 木村組釧路炭鉱（木村久太郎（台湾基隆炭鉱）、顔雲年（台湾）　他）と三井鉱山釧路鉱業所を継承し、太平洋炭礦株式会社（初代）（本社　釧路）設立[1]。
- 1923年（大正12年） - 太平洋炭礦（初代）が桂恋炭砿を買収[1]。
- 1928年（昭和3年）12月21日 - 春採坑で坑内火災が発生し、11人が死亡[1]。
- 1933年（昭和8年）7月24日 - 春採坑でガス爆発が発生し、6人が死亡[1]。
- 1937年（昭和12年）9月10日 - 春採選炭場で火災が発生し、設備の大半が焼失[1]。
- 1940年（昭和15年） - 出炭量が初めて年間100万tを超える[1]。
- 1945年（昭和20年）11月25日 - 春採炭鑛労働組合として労働組合を結成[1]。
- 1946年（昭和21年） - 春採炭鑛労働組合を太平洋炭鉱労働組合に改組[1]。
- 1947年（昭和22年）10月 - 桂恋坑が開坑[1]。
- 1949年（昭和24年）
  - 5月 - 太平洋炭礦（初代）が東京証券取引所へ上場[4]。
  - 11月30日 - 興津坑の出炭を開始し、別保坑を閉鎖[1]。
- 1953年（昭和28年）9月 - 太平洋炭砿体育館が落成する
- 1953年（昭和28年）12月6日 - 春採病院が全焼し、1人が死亡[1]。
- 1954年（昭和29年）
  - 8月31日 - 坑内ガス爆発が発生し、39人が死亡[1]。
  - 11月1日 - 太平洋炭礦職域生活協同組合（後の釧路生活協同組合）を設立[1]。
- 1958年（昭和33年）12月7日 - 武徳館が完成[1]。
- 1960年（昭和35年） - 出炭量が第2次世界大戦後初めて年間100万tを超える[1]。
- 1962年（昭和37年）8月 - 春採坑と興津坑を統合[1]。
- 1964年（昭和39年）3月4日 - 桂恋沖で深部海底下炭層のボーリング調査を開始[1]。
- 1965年（昭和40年） - 死亡事故が5件発生し、5人が死亡[1]。
- 1967年（昭和42年）4月 - 太平洋興発株式会社（初代）設立[4]。
- 1968年（昭和43年）1月31日 - 崩落事故が発生し、3人が死亡[1]。
- 1969年（昭和44年）
  - 出炭量が初めて年間200万tを超える[1]。
  - 5月17日 - 太平洋スカイランド本館が開業[1]。
- 1970年（昭和45年）
  - 6月27日 - 太平洋スカイランドの温水プールが開業[1]。
  - 11月1日 - 太平洋炭礦（初代）の石炭生産部門が独立し、太平洋炭礦株式会社（2代目）設立[1]。太平洋炭礦（初代）は子会社太平洋興発株式会社（初代）と合併して太平洋興発株式会社（2代目）に社名変更[2]。
- 1972年（昭和47年）4月1日 - 太平洋炭礦職域生活協同組合と太平洋商事の店舗を統合し、釧路生活協同組合を設立[1]。
- 1973年（昭和48年）7月 - オーストラリアで石炭開発事業へ進出[4]。
- 1974年（昭和49年）4月22日 - WSD採炭方式技術のオーストラリア向け輸出契約に調印[1]。
- 1975年（昭和50年）
  - 3月4日 - 太平洋炭礦高等鉱業学校が閉校[1]。
  - 7月17日 - 釧路市との公害防止協定に調印[1]。
- 1977年（昭和52年）
  - 11月 - オーストラリアに豪州炭輸入の為の合弁会社を設立[1]。
  - 当年度に出炭量がピークの年間260万9,632tとなる[1]。
- 1980年（昭和55年）9月12日 - 創業60年記念事業として炭礦資料館を開設[1]。
- 1981年（昭和56年）11月10日 - 知人新鉱区が竣工[1]。
- 1999年（平成11年）12月1日 - 本社が東京から釧路鉱業所内へ移転[1]。
- 1996年（平成8年）4月18日 - 従業員を1,500人を800人へ5年間で削減する案を発表[1]。
- 2000年（平成12年）3月9日 - 従業員400人削減を発表[1]。
- 2001年（平成13年）
  - 1月27日 - 自然発火事故が発生し、25日間操業を停止する
  - 8月21日 - ベトナムの研修生60人を受け入れ、 ｢技術移転5ヵ年計画｣が実施予定を1年前倒しで開始[1]。
  - 12月7日 - 翌年1月30日で閉山して従業員1,066人全員を解雇することを会社側が労働組合に正式提案[1]。
- 2002年（平成14年）
  - 1月9日 - 最後の採炭を行い、石炭の採掘を終了[1]。
  - 1月16日 - 釧路コールマインが従業員547人の募集を開始[1]。
  - 1月30日 - 太平洋炭鉱が閉山[3]。

### 後史
- 2001年（平成13年）
  - 12月23日 - 炭砿事業を引継ぐ新会社としての釧路コールマインの創立総会を開催し、下請けを含む炭鉱従業員約1,500人の中から約500人の採用などを決定[1]。
- 2002年（平成14年）
  - 1月31日 - 釧路コールマインが操業開始[1]。
  - 4月9日 - 釧路コールマインが本格的に採炭を開始[1]。

## 太平洋炭鉱
太平洋炭鉱（たいへいようたんこう）は、北海道釧路市にあった炭鉱である。
1905年（明治38年）に前身の安田炭礦が採掘を始め、木村組釧路炭鉱と三井鉱山釧路鉱業所を経て1920年（大正9年）4月22日に太平洋炭鉱となった。
閉山までの82年間で、採炭量は1億トン以上となった。
採炭の多くを海底の炭層から行っていたため、「太平洋の海底炭」というネーミングで宣伝し販売をしていた。主に道東方面での消費が多かったが道南などにも販売していた。
1964年（昭和39年）3月4日には桂恋沖の深部海底下炭層のボーリング調査を開始し、1974年（昭和49年）4月22日にはWSD採炭方式技術のオーストラリア向け輸出契約に調印、2001年（平成13年）8月21日にはベトナムの研修生60人を受け入れて ｢技術移転5ヵ年計画｣を開始するなど技術力は高かった。
日本国政府のエネルギー政策が国内の石炭主体から石油へ転換したことを受けて太平洋炭礦株式会社（初代）が事業転換を図ったため、石炭の採掘事業のみが分離されて太平洋炭礦株式会社（2代目）として存続したが、2002年（平成14年）1月30日に閉山となった。
閉山後は、地元の経済界などが出資した釧路コールマインが採炭事業を引き継ぐ形で2002年（平成14年）1月31日に操業して同年4月9日から本格的に石炭の採掘を復活させ、年間50万トン規模の採炭を続けている。
この閉山に伴い関連会社を含め約1,500人が解雇されたが、石炭の採掘事業を継承することになった釧路コールマインにより従業員547人が採用された。

## 太平洋炭鉱労働組合
1945年（昭和20年）11月25日に春採炭鑛労働組合として結成され、翌年に太平洋炭鉱労働組合に改組された当炭鉱従業員による労働組合である。 
最盛期には釧路に革新市長を誕生させる原動力となったと言われるほどの組織力を誇った。
また、労働運動や政治活動だけでなく、1952年（昭和27年）1月5日には文化部から雑誌『郷土』を創刊するなど文化面での活動も行った

## 太平洋炭礦職域生活協同組合
1954年（昭和29年）11月1日に太平洋炭礦職域生活協同組合として設立され、当初は当炭鉱関係者向けの職域対象の生活協同組合であった。
1972年（昭和47年）4月1日に太平洋商事（スーパータイヘイヨー）と店舗を統合して釧路生活協同組合活協同組合を設立し、一般市民にも開かれた地域型の生活協同組合へ発展した。
なお、後身のくしろ市民生協は1996年（平成8年）6月30日に和議申立が釧路地方裁判所に認可され、2003（平成15年）5月13日にコープさっぽろに吸収合併されている。

## 太平洋スカイランド（ヒルトップ）
過去に従業員の福利厚生と地域振興を目的に、遊園地・ボウリング・プールといった多岐にわたるレジャー施設の太平洋スカイランドを経営していた。
1993年（平成5年）3月15日に、ヒルトップに名称変更した。
閉山に伴い、2002年（平成14年）に、ホテル「ヒルトップ」と大浴場「クオ」の営業を終了し、事実上閉園した。